# Tarantism
| Recensione | Giudizio |
| ---------- | -------- |
| AllMusic   | [ 1 ]    |

Tarantism è il primo album discografico del gruppo musicale di rock statunitense-messicano Tito & Tarantula, pubblicato dall'etichetta discografica Cockroach Records nell'ottobre del 1997.
L'album contiene un brano diventato celebre, After Dark, per essere stato inserito in una scena del film Dal tramonto all'alba.

## Tracce
1. After Dark – 3:48 (Tito Larriva, Medina Hufsteder)
2. Smiling Karen – 3:58 (Tito Larriva, Peter Atanasoff)
3. Slippin' & Slidin' – 3:42 (Tito Larriva, Waddy Wachtel, Danny Kortchmar)
4. Strange Face of Love – 5:38 (Tito Larriva)
5. Angry Cockroaches – 4:38 (Tito Larriva, Peter Atanasoff)
6. Back to the House – 4:31 (Tito Larriva, Tony Marsico, Charlie Midnight)
7. Jupiter – 6:08 (Tito Larriva, Peter Atanasoff)
8. Sweet Cycle – 4:58 (Tito Larriva, Peter Atanasoff)
9. Flying in My Sleep – 3:58 (Tito Larriva, Peter Atanasoff)
10. Killing Just for Fun – 4:24 (Tito Larriva, Peter Atanasoff)

## Formazione
- Tito Larriva - chitarra ritmica, voce solista
- Peter Atanasoff - chitarra solista, voce
- Jennifer Condos - basso, voce
- Lyn Bertles - violino, mandolino, recorder, armonica, voce
- Nick Vincent - batteria, percussioni, voce

Musicisti aggiunti
- Mark Goldenberg - strumento o strumenti non indicato (brani numero: 1 e 5)
- Debra Dobkin - strumento o strumenti non indicato (brani numero: 7 e 10)
- Charlie Midnight - strumento o strumenti non indicato (brano numero: 3)
- Carlos Qualco - strumento o strumenti non indicato (brano numero: 3)
- Mike Thompson - strumento o strumenti non indicato (brano numero: 4)
- Chalo Quintana - strumento o strumenti non indicato (brano numero: 4 e 6)
- Tony Marsico - strumento o strumenti non indicato (brani numero: 4 e 6)
- Robert Rodriguez - strumento o strumenti non indicato (brano numero: 5)
- Waddy Wachtel - strumento o strumenti non indicato (brano numero: 6)
- Adrian Esparza - strumento o strumenti non indicato (brano numero: 6)

Note aggiuntive
- Tito Larriva - produttore (tutti i brani)
- Robert Rodriguez - produttore (brani numero: 1, 2, 3, 5, 7, 8 e 10)
- Mark Goldenberg - produttore (brani numero: 1 e 5)
- Charlie Midnight - produttore (brano numero: 6)
- Registrazioni effettuate al NRG di Coney Island, New York; Jackson Brown's ed al Tito's di Sonora, California
- Brad Gilderman - ingegnere delle registrazioni (brani numero: 2, 3, 7, 8 e 10)
- Joel Soyfer - ingegnere delle registrazioni aggiunto (brani numero: 3 e 6)
- Mark Goldenberg - ingegnere delle registrazioni aggiunto (brani numero: 1 e 5)
- David Tickle - ingegnere delle registrazioni aggiunto (brano numero: 4)
- Steve Holroyd - ingegnere delle registrazioni aggiunto
- Steve Mixdorf - ingegnere delle registrazioni aggiunto
- Tito & Jen - ingegneri delle registrazioni aggiunti
- Lisa Lewis, Jay Baumgardner, Paul B., Jamie Seyberth, Ryan Arnold, Laurent - assistenti ingegneri delle registrazioni
- Mixaggi effettuati al Larrabee, Record Plant, A&M, Royal Tone
- Brad Gilderman - mixed (brani numero: 2, 7, 8, 9 e 10)
- Dave Shiffman - mixed (brano numero: 3)
- Thom Panunzio - mixed (brano numero: 6)
- Joel Soyfer - mixed (brano numero: 1)
- Dave Tickle - mixed (brano numero: 4)
- Mack - mixed (brano numero: 5)
- Felix Mack - art direction e design album
- Michael Hacker - fotografie (Interno copertina)
- David Saucedo - fotografia frontale copertina (ragno)[3]